# Карлос Камени
Идрис Карлос Камени (18. фебруар 1984, Дуала) камерунски је фудбалер који тренутно наступа за џибутански клуб Арта/Солар 7 на позицији голмана.
Већину своје каријере је провео играјући у Шпанији, конкретно за Еспањол и Малагу. Први наступ за репрезентацију Камеруна забележио је пре него што је напунио 20 година, а за исту је играо на два Светска првенства и 5 Афричких купова нација.

## Успеси

### Клуб
Еспањол
- Куп Краља: 2005/06.[1]
- УЕФА куп: Вицепрваци 2006/07.[2]

### Репрезентација
Камерун
- Летње олимпијске игре: 2000.[3]
- Афрички куп нација: 2002.[4]
- Куп конфедерација: Вицепрваци 2003.[5]

### Индивидуални
- Играч године Малаге: 2014/15.[6]

## Приватни живот
Камени има старијег брата, Матурина који је био такође голман.